# Alburnus tarichi
Alburnus tarichi é uma espécie de Actinopterygii da família Cyprinidae.
Apenas pode ser encontrada na Turquia.